# Özlem Sarikaya

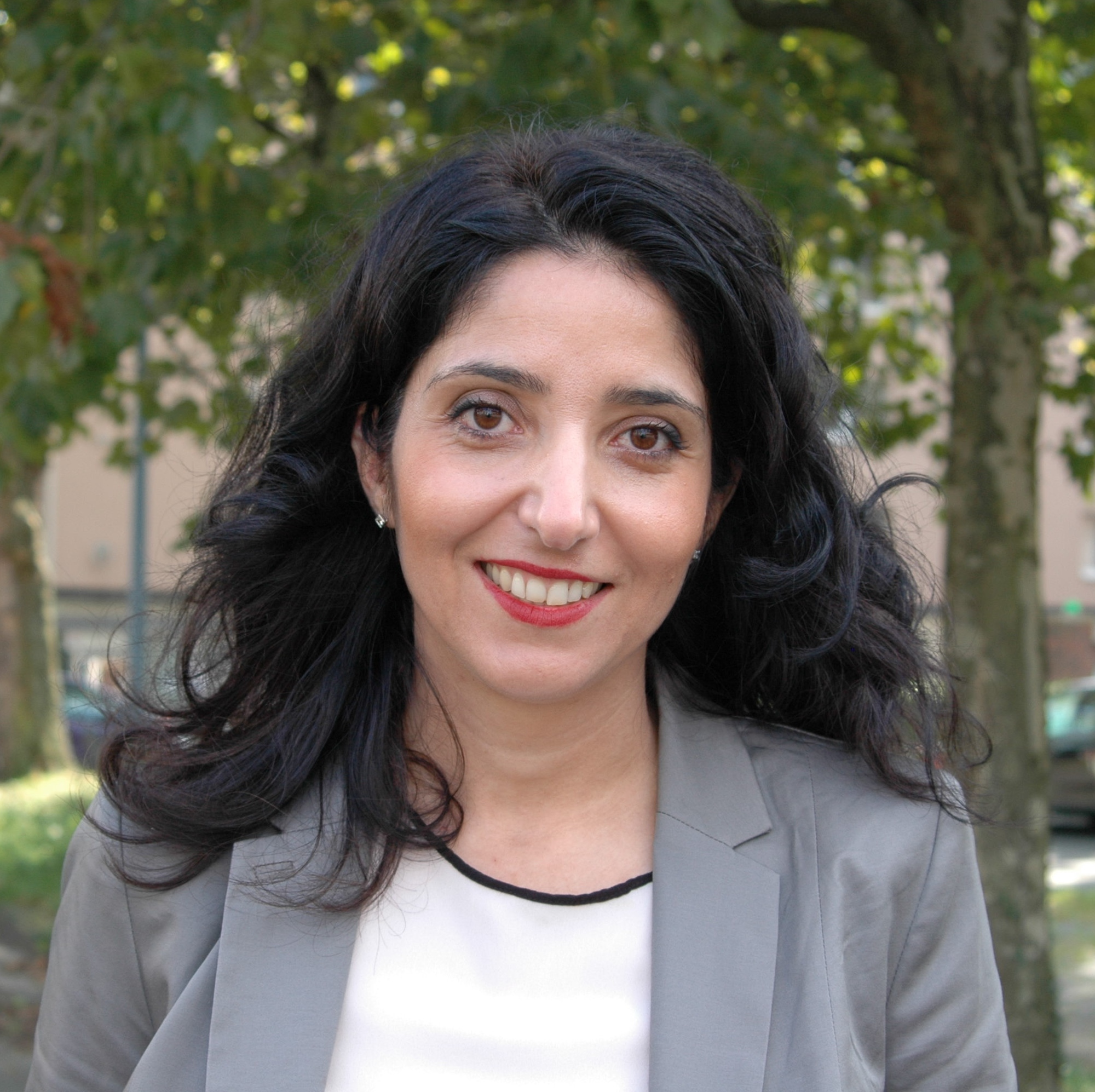
Özlem Sarıkaya (2014)

Özlem Sarikaya (türkisch Özlem Sarıkaya; * 1974 in Frankfurt am Main) ist eine deutsche Fernsehjournalistin und Moderatorin beim Bayerischen Rundfunk.

## Leben und Wirken
Sarikaya wurde als Tochter türkischer Gastarbeiter in Deutschland geboren und wuchs zum Teil in der Türkei auf. Nach dem Abitur absolvierte sie eine Lehre und studierte Politikwissenschaft an der Ludwig-Maximilians-Universität München. Zu dieser Zeit sammelte sie bereits Erfahrungen als Hörfunksprecherin und Redakteurin bei einem örtlichen privaten Radiosender.
2003 begann Sarikaya ihre Tätigkeit beim Bayerischen Rundfunk, zunächst als Autorin. Anfang 2008 übernahm sie beim Bayerischen Fernsehen (BFS) die Moderation des interkulturellen Kulturmagazins puzzle: Viele Kulturen – ein Land, das Sarıkaya neu konzipierte und der Sender als das „erste interkulturelle Kulturmagazin im deutschen Fernsehen“ positioniert. Sarikaya sieht ihr TV-Magazin, das bei Fernsehzuschauern und Kritik weithin positive Aufnahme fand und ein beträchtliches Medienecho erregte, als „Mittler zwischen Kulturen“.
Als historische Ereignisse moderierte Sarikaya im Oktober 2011 den Festakt zum 50. Jahrestag des Anwerbeabkommens mit der Türkei am Münchner Hauptbahnhof. Dabei erinnerte ein historischer Zug aus der Türkei mit Zeitzeugen, Politikerinnen und Politikern aus Deutschland und der Türkei an die Anfänge der Einwanderung. Das Bayerische Fernsehen und TRT, die öffentlich-rechtliche Rundfunkanstalt der Türkei, übertrugen den Festakt zwei Stunden live.
Im Dezember 2015 moderierte Sarikaya den Festakt „60 Jahre Gastarbeiter“ im Bundeskanzleramt, auf dem sich Bundeskanzlerin Angela Merkel bei den Gastarbeitern für ihren Beitrag zum deutschen Wirtschaftswunder bedankte.
Seit 2018 moderiert sie im Wechsel mit ihren Moderationskollegen bei ARD-alpha das Informationsformat „alpha-demokratie“. Außerdem moderiert sie regelmäßig Themenabende bei ARD-alpha, in denen ein Thema durch Dokumentationen, Gespräche und erklärende Beiträge aus verschiedenen Perspektiven beleuchtet wird.
Im Februar 2025 hat sie die Großdemo gegen Rechtsextremismus auf der Theresienwiese in München moderiert, bei der nach Polizeiangaben rund 250.000 Menschen zusammenkamen. Die Veranstalter vom Bündnis „München ist bunt“ sprachen von mehr als 320.000 Teilnehmern.
Sarikaya ist eine der Mitbegründerinnen der Initiative Neue deutsche Medienmacher, eines bundesweiten Zusammenschlusses von Journalisten mit und ohne Migrationshintergrund, die sich für mehr interkulturelle Kompetenz und Sensibilität in der journalistischen Arbeit und Berichterstattung einsetzen. Die Deutsche Islamkonferenz geht davon aus, dass Journalisten mit Migrationshintergrund, wie Özlem Sarıkaya, die mediale Berichterstattung verändern und dadurch auch zu einem positiveren Islambild in deutschen Medien beitragen werden.
Darüber hinaus ist Sarikaya als Moderatorin und Referentin von interkulturellen Veranstaltungen tätig; und seit 2005 wirkt sie als Referentin bei interdisziplinären Workshops an verschiedenen Münchener Hauptschulen mit.